# Championnat d'Espagne de football 1959-1960
Navigation
Primera División 1958-59 Primera División 1960-61
Le championnat d'Espagne de football 1959-1960 est la 29e édition du championnat. Elle est remportée par le CF Barcelone qui conserve son titre. Organisée par la Fédération espagnole de football, elle se dispute du 13 septembre 1959 au 17 avril 1960.
Le club barcelonais l'emporte grâce à un meilleur goal-average sur le Real Madrid et avec sept points d'avance sur le troisième, l'Atlético Bilbao. C'est le huitième titre des « Blaugranas » en championnat.
Le système de promotion/relégation est modifié : descente et montée automatique pour les deux derniers de division 1 et les deux premiers des deux groupes de deuxième division, barrages de promotion pour les treizième et quatorzième de division 1 et les deuxième des deux groupes de division 2. En fin de saison, l'Osasuna Pampelune et l'UD Las Palmas sont relégués en deuxième division. Ils sont remplacés la saison suivante par le RCD Majorque et le Racing Santander.
L'attaquant hongrois Ferenc Puskás, du Real Madrid, termine meilleur buteur du championnat avec 25 réalisations.

## Règlement de la compétition
Le championnat de Primera División est organisé par la Fédération espagnole de football, il se déroule du 13 septembre 1959 au 17 avril 1960.
Il se dispute en une poule unique de 16 équipes qui s'affrontent à deux reprises, une fois à domicile et une fois à l'extérieur. L'ordre des matchs est déterminé par un tirage au sort avant le début de la compétition.
Le classement final est établi en fonction des points gagnés par chaque équipe lors de chaque rencontre : deux points pour une victoire, un pour un match nul et aucun en cas de défaite. En cas d'égalité de points entre deux ou plusieurs de clubs en fin de championnat, le classement se fait à la différence de buts. L'équipe possédant le plus de points à la fin de la compétition est proclamée championne. En fin de saison, les deux derniers du championnat sont relégués en Segunda División et remplacés par les deux premiers des deux groupes de ce championnat. Des barrages de promotion sont disputés entre les treizième et quatorzième de division 1 et les deuxième des deux groupes de division 2.

## Équipes participantes
Cette saison de championnat se dispute à 16 équipes. Elche CF dispute sa première saison en Primera División.
| \| A. Bilbao Atlético Madrid CF Barcelone Séville CF Real Madrid Espanyol Valence CF Real Sociedad Real Oviedo UD Las Palmas CA Osasuna Betis Balompié Real Saragosse Grenade CF Real Valladolid Elche CF \| Localisation des clubs engagés dans le championnat. |
| A. Bilbao Atlético Madrid CF Barcelone Séville CF Real Madrid Espanyol Valence CF Real Sociedad Real Oviedo UD Las Palmas CA Osasuna Betis Balompié Real Saragosse Grenade CF Real Valladolid Elche CF                                                           |

| Clubs              | Ville                      | Stade                 | Capacité |
| ------------------ | -------------------------- | --------------------- | -------- |
| Atlético Bilbao    | Bilbao                     | San Mamés             | 42 000   |
| Atlético Madrid    | Madrid                     | Metropolitano         | 56 717   |
| CF Barcelone       | Barcelone                  | Camp Nou              | 83 868   |
| Betis Balompié     | Séville                    | Heliópolis            | 16 060   |
| Espanyol Barcelone | Barcelone                  | Sarriá                | 30 000   |
| Elche CF           | Elche                      | Altabix (es)          | 4 000    |
| Grenade CF         | Grenade                    | Los Cármenes          | 12 000   |
| UD Las Palmas      | Las Palmas de Gran Canaria | Insular               | 20 000   |
| Real Madrid        | Madrid                     | Santiago Bernabéu     | 90 123   |
| CA Osasuna         | Pampelune                  | San Juan              | 13 400   |
| Real Oviedo        | Oviedo                     | Carlos-Tartiere       | 20 000   |
| Real Saragosse     | Saragosse                  | La Romareda           | 32 416   |
| Real Sociedad      | Saint-Sébastien            | Atocha                | 21 650   |
| Séville CF         | Séville                    | Ramón Sánchez-Pizjuán | 46 000   |
| Valence CF         | Valence                    | Mestalla              | 53 190   |
| Real Valladolid    | Valladolid                 | José Zorrilla (es)    | 21 333   |

## Classement
| Rang | Équipe              | Pts | J  | G  | N | P  | Bp | Bc | Diff |
| ---- | ------------------- | --- | -- | -- | - | -- | -- | -- | ---- |
| 1    | CF Barcelone T      | 46  | 30 | 22 | 2 | 6  | 86 | 28 | +58  |
| 2    | Real Madrid         | 46  | 30 | 21 | 4 | 5  | 92 | 36 | +56  |
| 3    | Atlético Bilbao C   | 39  | 30 | 19 | 1 | 10 | 74 | 45 | +29  |
| 4    | Séville CF          | 36  | 30 | 16 | 4 | 10 | 63 | 44 | +19  |
| 5    | Atlético Madrid     | 33  | 30 | 15 | 3 | 12 | 59 | 40 | +19  |
| 6    | Real Betis Balompié | 33  | 30 | 15 | 3 | 12 | 42 | 53 | -11  |
| 7    | Real Oviedo         | 33  | 30 | 13 | 7 | 10 | 38 | 51 | -13  |
| 8    | Espanyol Barcelone  | 30  | 30 | 11 | 8 | 11 | 33 | 29 | +4   |
| 9    | Valence CF          | 28  | 30 | 11 | 6 | 13 | 37 | 33 | +4   |
| 10   | Elche CF P          | 27  | 30 | 11 | 5 | 14 | 41 | 64 | -23  |
| 11   | Real Saragosse      | 25  | 30 | 10 | 5 | 15 | 49 | 58 | -9   |
| 12   | Grenade CF          | 25  | 30 | 10 | 5 | 15 | 38 | 52 | -14  |
| 13   | Real Valladolid P   | 25  | 30 | 11 | 3 | 16 | 48 | 61 | -13  |
| 14   | Real Sociedad       | 23  | 30 | 10 | 3 | 17 | 41 | 61 | -20  |
| 15   | Osasuna Pampelune   | 18  | 30 | 8  | 2 | 20 | 42 | 75 | -33  |
| 16   | UD Las Palmas       | 13  | 30 | 5  | 3 | 22 | 24 | 77 | -53  |

- Champion, qualification pour la Coupe des clubs champions 1960-1961 en tant que champion
- Qualification pour la Coupe des clubs champions 1960-1961 en tant que tenant du titre
- Barrages
- Relégation en Segunda División

Barrages de promotion
Les barrages opposent en matchs aller-retour Real Valladolid et Celta Vigo, deuxième du groupe 1 de division 2 et, Real Sociedad et Córdoba CF, deuxième du groupe 2 de division 2.
| Équipe 1      | Résultat | Équipe 2        | Aller | Retour | Match de barrage |
| ------------- | -------- | --------------- | ----- | ------ | ---------------- |
| Celta Vigo    | 2-7      | Real Valladolid | 2-2   | 0-5    |                  |
| Real Sociedad | 2-2      | Córdoba CF      | 2-1   | 0-1    | 1-0              |

Le Real Valladolid et la Real Sociedad conservent au terme des rencontres de barrage leur place en Primera División.

## Bilan de la saison
| Championnat d'Espagne de football 1959-1960 |                         |
| Champion                                    | CF Barcelone (7e titre) |
| Dauphin                                     | Real Madrid             |
| Coupes et trophées                          |                         |
| Vainqueur de la Coupe d'Espagne 1959-1960   | Atlético Bilbao         |
| Promotions et relégations                   |                         |
| Promus en Primera División                  | RCD Majorque            |
| Promus en Primera División                  | Real Santander          |
| Relégués en Segunda División                | Osasuna Pampelune       |
| Relégués en Segunda División                | UD Las Palmas           |